# Kamienica Maksymiliana Harczyka w Warszawie (ul. Jasna 8)

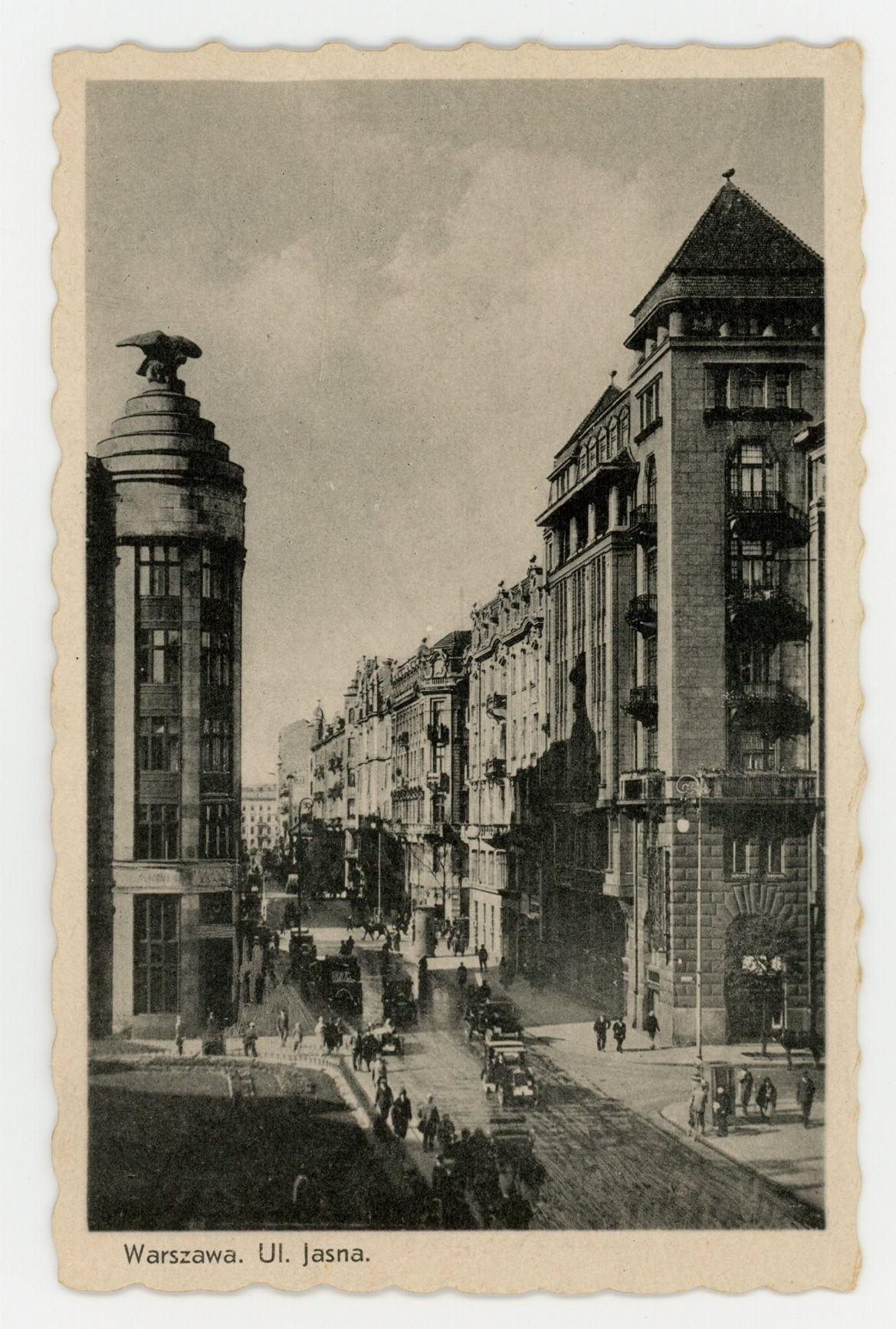
Ulica Jasna przed 1939 rokiem. Druga kamienica od prawej kamienica Harczyka

Kamienica Maksymiliana Harczyka − kamienica znajdująca się przy ul. Jasnej 8 w Warszawie.

## Historia
Kamienica została wybudowana ok. 1903 roku według projektu Dawida Landego na świeżo rozparcelowanym terenie Szpitala Dzieciątka Jezus. W tym samym czasie i dla tego samego inwestora vis-a-vis powstała podobna narożna kamienica pod numerem 10.
Przed wojną w kamienicy mieściły się m.in.:
- Bank Związku Spółek Zarobkowych SA
- Drukarnia Piotra Ambroziaka[3] oraz tłocznia Towarzystwa „Straży Kresowej“[4]

W czasie obrony Warszawy we wrześniu 1939 roku niemiecka bomba zburzyła  do drugiego piętra skrzydło budynku od strony ulicy Sienkiewicza oraz trzy osie od strony ulicy Jasnej. Po wojnie, w czasie odbudowy, kamienicę pozbawiono wystroju elewacji i całkowicie przekształcono.
Od 2012 roku kamienica znajduje się w gminnej ewidencji zabytków
Współcześnie w budynku Centrala Narodowego Banku Polskiego oraz mieszkania.